# つきりのゆみ
つきりの ゆみ（1月5日 - ）は、日本の少女漫画家。埼玉県出身。代表作に『ポケットモンスター PiPiPi★アドベンチャー』『ふわふわ♥シナモン』などがある。旧ペンネームは月梨野ゆみ。
好きなポケモンはサンドパン。

## 受賞歴
- 第37回小学館新人コミック大賞少女・女性部門 入選

## 作品リスト

### 連載
- ポケットモンスター PiPiPi★アドベンチャー（月梨野ゆみ名義。『ちゃお』1997年7月号 - 2003年2月号連載）
- ポケットモンスター チャモチャモ☆ぷりてぃ♪ （月梨野ゆみ名義。『ちゃお』2003年3月号 - 2006年9月号連載）
- ふわふわ♥シナモン（（『小学三年生』2004年11月号 - 2005年3月号掲載分、『小学四年生』2005年1月号 - 2005年3月号掲載分は月梨野ゆみ名義）『小学一年生』2005年4月号 - 2008年3月号、『小学二年生』2004年11月号 - 2007年12月号、『小学三年生』2004年11月号 - 2007年8月号、『小学四年生』2004年4月号 - 2008年3月号、『ぷっちぐみ』Vol.1 - Vol.6連載）
- プリ☆かわ☆シナモンエンジェルス!!（『小学三年生』2007年9月号 - 2008年3月号、『小学五年生』2005年5月号 - 2007年2月号）
- 味楽る!ミミカ（『ぷっちぐみ』Vol.9 - Vol.11）
- スティッチ!（『小学二年生』2009年4月号 - 2009年7月号、『小学三年生』2008年10月号 - 2009年8月号、『小学四年生』2008年5月号 - 2009年7月号、『小学五年生』2008年6月号 - 2009年7月号連載）

### 読み切り
- クリスタル・チェンジ!!（『ちゃお』1996年3月号 デビュー作）
- 集会所の王子さま（『ちゃおDX』1996年春の増刊号）
- もしも明日が見えたなら（『ちゃおDX』1996年夏の増刊号）
- スクールジャック!!（『ちゃお』1996年9月号別冊付録）
- おまかせ!データブック（『ちゃお』1997年1月号）
- チューリップの花言葉（『ちゃおDX』1997年冬の増刊号）
- スウィートアルバイト（『ちゃお』1997年5月号）
- 放課後のラッキーキャット（『ちゃおDX』2000年秋の増刊号）
- 晴れときどきがちょう!?（『ちゃおDX』2001年春の増刊号）※
- 夜ときどきキツネ!?（『ちゃおDX』2001夏の増刊号）※
- 空の奇跡色〜いちばんの友だち〜（『ちゃおDX』2001年秋の増刊号）
- 雪のちペンギン!?（『ちゃおDX』2001年冬の増刊号）※
- 魔法使いとお菓子姫（『ちゃおDX』2002年春の増刊号）
- 魔法使いとお菓子姫2（『ちゃおDX』2002年初夏の増刊号）
- ぴよぴよ☆クリニック（『ちゃおDX』2003年冬の増刊号）※
- かめかめ☆クリニック（『ちゃおDX』2003年初夏の増刊号）※
- モモンガ☆クリニック（『ちゃおDX』2003年夏の増刊号）※
- 季節はずれの朝顔くん（『ちゃおDX』2003年秋の増刊号）
- フォーチュン・タロット（『ちゃおDX』初夏の増刊号[いつ?]）
- ツーハンの王子様（『ちゃおDX』2006年夏の増刊号）

（すべて月梨野ゆみ名義。※はシリーズ。その他に『ちゃおDX』にて『PiPiPiアドベンチャー』の番外編などの掲載あり）

### アニメ
- 『味楽る!ミミカ』2008年4月放送分より絵コンテを担当

## 単行本
- 『ポケットモンスター PiPiPi★アドベンチャー』（月梨野ゆみ名義）全10巻、小学館〈フラワーコミックススペシャル〉
- 『ポケットモンスター チャモチャモ☆ぷりてぃ♪』（月梨野ゆみ名義）全3巻、小学館〈フラワーコミックス〉
- 『晴れときどきがちょう!?』（月梨野ゆみ名義）全1巻、小学館〈フラワーコミックス〉、2002年5月発売
- 『ぴよぴよ☆クリニック』（月梨野ゆみ名義）全1巻、小学館〈フラワーコミックス〉、2003年10月発売
- 『ふわふわ♥シナモン』1 - 5巻[2]、小学館〈てんとう虫コミックス〉
- 『カラー版 ふわふわ♥シナモン』1 - 3巻、小学館〈ぴっかぴかコミックス〉
- 『スティッチ!』1 - 2巻、小学館〈てんとう虫コミックススペシャル〉

## 関連人物
やぶうち優
やぶうちの『新水色時代』や『少女少年』の頃にアシスタントを務める。『少女少年〜GO!GO!ICHIGO』に、旧ペンネームをもじった「弓月梨乃（ゆみつき・りの）」というキャラクターが登場している。